# 塔馬爾哈尼夫卡
塔馬爾哈尼夫卡（烏克蘭語：Тамарганівка），是烏克蘭東部哈爾科夫州庫皮揚斯克區库皮扬斯克市镇内的村落，處於謝涅克河左岸，面積0.11平方公里，海拔高度90米，2001年人口44。